# 험버사이드주

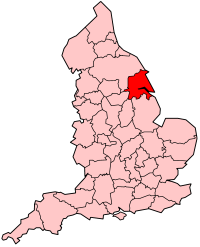
험버사이드 주의 위치

험버사이드주(Humberside)는 과거 잉글랜드에 존재했던 주로 주도는 베벌리이다. 1974년 4월 1일을 기해 시행된 《1972년 지방 정부법》(Local Government Act 1972)에 따라 신설되었으며 1996년 4월 1일을 기해 단일 자치구인 이스트라이딩오브요크셔주, 킹스턴어폰헐, 노스링컨셔, 노스이스트링컨셔로 나뉘면서 폐지되었다.

## 같이 보기
- 에이번주